# Cyamidae
Los piojos de las ballenas (Cyamidae) son una familia de crustáceos parásitos. Están relacionados con los integrantes del infraorden Corophiida, que habita en aguas menos profundas. El piojo de la ballena es un parásito externo que se encuentra en lesiones cutáneas, pliegues genitales, narinas y ojos de mamíferos marinos del orden Cetacea (cetáceos), incluyendo no solo las ballenas, sino también los delfines y marsopas.

## Apariencia
El cuerpo de estos crustáceos es aplanado y la parte posterior es bastante más reducida. Sus extremidades, especialmente los tres pares posteriores, han desarrollado prolongaciones similares a garras de las cuales se sirven para asirse al huésped. La longitud depende de la especie y oscila de 5 a 25 mm.

## Ciclo de vida
La mayoría de especies de piojo de la ballena se asocian a una sola especie de cetáceo. Permanecen en sus huéspedes a lo largo de su desarrollo y no tienen una fase de nadador libre. Sin embargo, la relación entre una especie en particular con una especie de cetáceo es más notoria con los misticetos que con los odontocetos. Por ejemplo, en los cachalotes, el parásito relacionado es específico de cada sexo, pues el parásito Cyamus catodontis vive exclusivamente en la piel del macho, mientras Neocyamus physeteris se encuentra solo en las hembras y sus crías.
Los piojos de las ballenas se adhieren a los sitios del huésped donde están a salvo de las corrientes marinas, por lo que se los encuentra en cavidades u orificios naturales y en las heridas. En los misticetos se hallan principalmente en la cabeza y en los pliegues ventrales. Una sola ballena puede llegar a hospedar alrededor de 7.500 parásitos.
La infestación con percebes asociada a la presencia del piojo de la ballena juega un papel importante. Las especies como Cyamus rhachianecti se asientan directamente donde los percebes atacan a la ballena y consumen áreas adyacentes al sitio que los percebes han afectado.
En la ballena franca, los parásitos viven principalmente en las callosidades de la cabeza del animal. Los racimos de piojos, que tienen color blanco, contrastan con la piel oscura de la ballena y ayudan por tanto a los investigadores a identificar a especímenes individuales debido a la forma única de estas formaciones en cada individuo.
Los piojos se alimentan principalmente de algas que se adhieren al cuerpo del huésped. También se alimentan de la piel descamada de su huésped y con frecuencia de las heridas y piel normal. Ello puede causar daño a la piel, pero no es causa de afecciones importantes.
El desarrollo de estos parásitos se encuentra estrechamente relacionada con el patrón de vida de su huésped. La distribución de varias especies de piojo refleja los hábitos migratorios de determinadas poblaciones de cetáceos.

## Especies
Se han reconocido 31 especies:
Cyamus Latreille, 1796
- Cyamus antarcticensis Vlasova, 1982
- Cyamus bahamondei Buzeta, 1963
- Cyamus balaenopterae K. H. Barnard, 1931
- Cyamus boopis Lütken, 1870
- Cyamus catodontis Margolis, 1954
- Cyamus ceti (Linnaeus, 1758)
- Cyamus erraticus Roussel de Vauzème, 1834
- Cyamus eschrichtii Margolis, McDonald & Bousfield, 2000
- Cyamus gracilis Roussel de Vauzème, 1834
- Cyamus kessleri A. Brandt, 1873
- Cyamus mesorubraedon Margolis, McDonald & Bousfield, 2000
- Cyamus monodontis Lutken, 1870
- Cyamus nodosus Lutken, 1861
- Cyamus orcini Leung, 1970
- Cyamus orubraedon Waller, 1989
- Cyamus ovalis Roussel de Vauzème, 1834
- Cyamus rhytinae (J. F. Brandt, 1846)
- Cyamus scammoni Dall, 1872

Isocyamus Gervais & van Beneden, 1859
- Isocyamus antarcticensis Vlasova in Berzin & Vlasova, 1982
- Isocyamus delphinii Guérin Méneville, 1836
- Isocyamus deltabrachium Sedlak-Weinstein, 1992
- Isocyamus kogiae Sedlak-Weinstein, 1992

Neocyamus Margolis, 1955
- Neocyamus physeteris (Pouchet, 1888)

Platycyamus Lütken, 1870
- Platycyamus flaviscutatus Waller, 1989
- Platycyamus thompsoni (Gosse, 1855)

Scutocyamus Lincoln & Hurley, 1974
- Scutocyamus antipodensis Lincoln & Hurley, 1980
- Scutocyamus parvus Lincoln & Hurley, 1974

Syncyamus Bowman, 1955
- Syncyamus aequus Lincoln & Hurley, 1981
- Syncyamus chelipes (Costa, 1866)
- Syncyamus ilheusensis Haney, De Almeida & Reid, 2004
- Syncyamus pseudorcae Bowman, 1955